# Light at the End of the World Tour
Light at the End of the World Tour es la decimotercera gira del dúo británico Erasure. La gira se desarrolló en el año 2007 y representa a su álbum Light at the End of the World.

## Banda
- Andy Bell (Cantante)
- Vince Clarke (Tecladista)
- Coros: The Gazelles: Valerie Chalmers, Rachel Montez Collins y Christa Jackson
- Trompeta: Ben Edwards

## Temas interpretados
1. «Sunday Girl»
2. «Blue Savannah»
3. «Drama!»
4. «I Could Fall in Love with You»
5. «Fly Away»
6. «Breathe»
7. «Storm in a Teacup»
8. «Chains of Love»
9. «Breath of Life»
10. «Love to Hate You»
11. «Sucker for Love»
12. «Jacques Cousteau»
13. «Victim of Love»
14. «When a Lover Leaves You»
15. «Ship of Fools»
16. «Golden Heart»
17. «Chorus»
18. «How My Eyes Adore You»
19. «Sometimes»
20. «A Little Respect»
21. «Oh L'Amour»
22. «Glass Angel»
23. «Stop!»

## Concierto en CD y en DVD
En 2007, se editó el álbum Live at the Royal Albert Hall, registrada el 25 de septiembre de 2007 en el teatro Royal Albert Hall, Londres, Inglaterra.